# Термінал ЗПГ Альтаміра
Термінал ЗПГ Альтаміра — інфраструктурний об'єкт для прийому та регазифікації зрідженого природного газу на східному узбережжі Мексики.
Термінал, розташований біля Тампіко у штаті Тамауліпас, ввели в експлуатацію у 2006 році. Його спорудження в першу чергу було викликане зростанням попиту на природний газ для виробництва електроенергії. Потужність терміналу при роботі в номінальному режимі становить 3,75 млн т ЗПГ на рік (5,25 млрд.м3), хоча можливе зростання продуктивності в 1,5 рази при переході у піковий режим. Для зберігання продукції перед регазифікацією призначене сховище із двох резервуарів об'ємом по 150000 м3. Портове господарство здатне приймати газові танкери вантажоємністю від 70000 до 200000 м3.
Проєкт реалізовано консорціумом у складі Shell (50 %), французької Total та японської Mitsui (по 25 %).
Існують плани спорудження третього резервуару та збільшення потужності терміналу Альтаміра до 10 млрд.м3 на рік.